# Junkers L5
Lo Junkers L5 era un motore aeronautico a 6 cilindri in linea progettato e realizzato dall'azienda tedesca Junkers Flugzeug und Motorenwerke AG nel 1925. Sviluppata dal precedente L2, il BMW IV prodotto dalla Junkers su licenza BMW, risultava esserne l'evoluzione migliorata. Con i suoi oltre 1 000 esemplari prodotti negli anni venti risulta essere il primo importante successo commerciale dell'azienda tedesca.

## Storia del progetto
Lo Junkers L5 nasce da un miglioramento dell'L2, ovvero il BMW IV costruito su licenza negli stabilimenti Junkers, del quale risultava più potente del 25%. Grazie alle doti di maggiore affidabilità rispetto al suo predecessore, l'L5 divenne il motore standard per molti velivoli tedeschi dalla metà degli anni venti in poi.
L'ulteriore sviluppo dell'L5 produsse nel 1928 lo Junkers L8. Ne era direttamente imparentato anche lo Junkers L55, un motore a V di 60° progettato accostando due L5 su un comune albero a gomiti.

### Primati
Nel 1928, Hermann Köhl insieme a James Fitzmaurice e Gunther von Hünfeld furono i primi a varcare l'oceano Atlantico dall'Europa con destinazione gli Stati Uniti d'America. Il velivolo utilizzato per la trasvolata era uno Junkers W 33 (D-1167) al quale, com'era solito al tempo, era stato battezzato "Bremen". Il W 33 era dotato di uno Junkers L5 al quale, per l'occasione, era stato aumentato il rapporto di compressione dagli abituali 5,5:1 a 7:1, confermando ulteriormente la bontà del progetto.

## Versioni
L5
versione standard evoluta dallo Junkers L2.
L5G
come l'L5 ma dotato di un ammortizzatore idraulico per la riduzione delle vibrazioni. Potenza erogata 425 CV (313 kW) a 1 700 giri/min, peso a vuoto: 344 kg.
L5Ga

L5Z

## Velivoli utilizzatori
Germania
- Albatros L 73
- Albatros L 75
- Albatros L 83
- Focke-Wulf A 32
- Heinkel HD 24 Sk 4A
- Heinkel HD 42 (He 42)
- Heinkel He 50
- Junkers F 13
- Junkers A 20
- Junkers A 35
- Junkers G 23
- Junkers G 24
- Junkers K 30
- Junkers G 31
- Junkers W 33
- Messerschmitt M 24
- Rohrbach Ro VIII